# Melanohalea davidii
Melanohalea davidii  (лат.) — вид листоватых лишайников семейства Пармелиевые. Впервые был описан в 2016 году. Был обнаружен Аной Креспо в природном парке Сьерра-де-Грасалема в провинции Кадис (Испания), растущим на приморской сосне (Pinus pinaster). Также найден в муниципалитете Селас провинции Гвадалахара. Специфический эпитет davidii получил в честь лихенолога Дэвида Лесли Хоксуорта. Лишайник морфологически похож на вид Melanohalea exasperata, но генетически отличается от него.